# Bank typu brytyjskiego
Bank typu brytyjskiego – bank, który cechuje się specjalizacją lub rozgraniczeniem pomiędzy kredytem krótkoterminowym a kredytem średnio- i długookresowym w przeciwieństwie do banków uniwersalnych (typu niemieckiego).

## Geneza
W wyniku uwarunkowań narodowych i historycznych wykształciła się wśród pośredników finansowych zróżnicowana specjalizacja. Może się ona dokonywać według dziedziny aktywności kredytobiorców (kredyty hipoteczne, dla rolnictwa, dla producentów filmowych itd.), terminu spłaty (kredyty krótko-, średnio- i długoterminowe) lub formy udzielanych kredytów (w niektórych krajach, takich jak Wielka Brytania, doprowadziło to do powstania banków handlowych, domów dyskontowych, banków akceptacyjnych itp.)

## Kontrowersje
Banki uniwersalne były częściowo obarczane za niestabilność finansową w latach dwudziestych XX wieku, kiedy to część z nich zbankrutowała. Współcześnie jednak model banku typu brytyjskiego został odrzucony na rzecz modelu banku uniwersalnego.